# Sentiero Kalendskaya
Il sentiero Kalendskaya è un'antica strada commerciale che passa dalla valle Baydarskaya fino alla costa meridionale della Crimea. Ora è un itinerario turistico nella Crimea sud-occidentale.

## Storia
Per la prima volta nei materiali conosciuti, il sentiero è menzionato nella "Guida del viaggiatore in Crimea, decorato con mappe, piante, vedute e vignette ..."  1833 di Charles Montandon, che ha scritto
Secondo alcuni storici e storici locali, la strada (sentiero del branco) fu utilizzata dai Romani nel I secolo d.C. e. e collegava il Castrum romano Charax a Capo Ai-Todor con Cherson Conduceva attraverso il passo della Scala del Diavolo (passo Shaitan-Merdven  - 578 m), poi scendeva nella valle Baydarskaya (ora è il villaggio di Podgornoye  - Kalendi, Kalendo è un insediamento noto fin dai tempi bizantini)  lungo la valle del fiume Kalenda  e più avanti fino a Simbolon (Balaklava). La destinazione finale era Cherson. Secondo L.V. Firsov, la salita alla Scala del Diavolo sarebbe potuto essere accessibile a carri leggeri a due ruote. È possibile che i carri pesanti avrebbero potuto utilizzare un percorso più dolce, ma più lungo, attraverso il passo Eski-Bogaz  che veniva usato per le comunicazioni invernali tra le città quando il mare era in tempesta ..
Lungo il tratto di strada conservato nei giorni nostri è stato tracciato un percorso turistico della lunghezza di circa 11 km. Il viaggio completo dal punto di partenza verso il punto finale dura 3-4 ore. Dopo il terremoto del 1927 la salita al passo divenne più difficile. La strada pavimentata con pietre scavate nel terreno e ricoperte di ghiaia è di larghezza di 2-3 metri. Il percorso attraversa le montagne della Crimea con altezze di circa 600-700 metri. La strada romana ha mantenuto la sua importanza durante il Medioevo e l'età moderna . Ad esempio, durante il periodo del Khanato di Crimea, la popolazione della Valle di Baydar fu addirittura esentata dalle tasse in cambio dell'obbligo di mantenere la strada in ordine. Nel XIX secolo, il proprietario terriero locale Mordvinov ricostruì parte della strada per le proprie necessità.

## Altari di Tito Flavio Celso
L.V. Firsov ha sottolineato la presenza di una connessione stabile tra Cherson ed Charax con i ritrovamenti di due altari installati da Tito Flavio Celso, il beneficiario dell'XI Legione Claudiana, rispettivamente a Cherson ed Charax. Firsov ha ritenuto che i beneficiari fossero responsabili della manutenzione e della protezione delle strade. L'altare di Charax è stato rubato dal Museo di Yalta nel periodo 1941-1944, ma conservato nelle fotografie, era dedicato a "Giove il migliore, il più grande", altrimenti il testo e il materiale delle pale d'altare sono identici. L'altare di Cherson reca l'iscrizione " Alla dea Custode Nemesi, Tito Flavio Celso, beneficiario del consolare della XI Legione Claudia, per la sua salute e per i figli che fece voto ".
E. I. Salomonik riteneva che i posti dei beneficiari garantissero la sicurezza del traffico e fossero i punti di collegamento tra i campi, i reperti degli altari dei beneficiari fungono da " pietre miliari affidabili per la ricostruzione della vasta rete di strade romane ", e piccoli santuari sono stati organizzato per gli dei per proteggere i guerrieri in terre straniere. Il percorso proposto della strada andava da Cherson attraverso la valle di Baydar, il passo di Tarpan-Bairsky, At-Bash  fino a 